# Carlos Muñoz Remolina
Carlos Eduardo Muñoz Remolina (* 8. September 1959 in San Luis Potosí, San Luis Potosí) ist ein ehemaliger mexikanischer Fußballspieler, dessen Stammposition sich im defensiven Mittelfeld befand. 

## Leben

### Verein
Muñoz begann seine Profikarriere in der Saison 1979/80 bei seinem Heimatverein Atlético Potosino, für den er bis 1982 spielte. Vor der Saison 1982/83 wechselte er zum amtierenden mexikanischen Meister Tigres de la UANL, bei dem er bis zum Ende seiner aktiven Laufbahn in der Saison 1994/95 unter Vertrag stand. 

### Nationalmannschaft
Sein Debüt im Dress der mexikanischen Nationalmannschaft feierte Carlos Muñoz am 25. Oktober 1983, als El Salvador mit 5:0 besiegt wurde. Seinen letzten Länderspieleinsatz hatte er am 7. Juli 1991 gegen Costa Rica. Das Spiel um Platz drei des CONCACAF Gold Cup 1991 wurde von Mexiko mit 2.0 gewonnen. 
Seine beiden Länderspieltreffer erzielte Muñoz am 31. Oktober 1984 gegen Uruguay (1:1) und am 17. Januar 1990, als der Angstgegner Argentinien mit 2:0 bezwungen wurde. 
Höhepunkt seiner Länderspielkarriere war die Teilnahme an der im eigenen Land ausgetragenen Fußball-Weltmeisterschaft 1986, bei der er vier Spiele der Gastgeber in voller Länge absolvierte und nur im letzten Vorrundenspiel gegen den Irak (1:0) fehlte. 